# ATSC-M/H

ATSC-M/H (Advanced Television Systems Committee - Mobile / Handheld o A/153) es un estándar que permite la difusión IP de la Televisión digital orientado a receptores portátiles o móviles. Este sistema utiliza tan solo una porción de unos ~19.39 Mbps del ancho de banda disponible (6 MHz) en el sistema ATSC (A/53). Al ser una adaptación del sistema A/53, está modulado como el mismo, es decir, según el método 8-VSB (8 Level Vestigial Side Band). Este estándar, aprobado el 15 de octubre de 2009 y revisado el 1 de junio de 2011, es utilizado en Norteamérica y Corea, mientras que en otros países predominan estándares tales como DVB-H (Europa), ISDB-T (Japón), CMMB (China) y One seg (América Latina). El sistema ATSC-M/H, y por lo tanto el ATSC, está optimizado para utilizar la misma banda que el sistema NTSC que se utiliza actualmente en EE. UU.

## Estructura
Las especificaciones oficiales del estándar móvil ATSC-M/H están separadas en 9 partes individuales:
- Parte 1 “ATSC Mobile DTV System” es un repaso general del estándar A/153 y las partes que lo conforman.
- Parte 2 “RF/Transmission System Characteristics” esta parte incluye detalles específicos sobre la capa física de transmisión del sistema. También se incluyen marcos para futuras mejoras o cambios.
- Parte 3 “Service Multiplex and Transport Subsystem Characteristics” cubre las características del subsistema de multiplexado y de transporte.
- Parte 4 “Announcement” declara los mecanismos de formato y reparto que acostumbran a anunciar el contenido y los servicios que se dan en el M/H.
- Parte 5 “Application Framework” en esta parte se describe el marco interactivo del sistema ATSC-M/H.
- Parte 6 “Service Protection” especifica como el servicio de protección ha de ser decodificado y emitido.
- Parte 7 “AVC and SVC Video System Characteristics” explica las restricciones de la codificación y compresión de vídeo. Además también define como se forman los paquetes de vídeo de la corriente elemental (PES).
- Parte 8 “HE AAC Audio System Characteristics” describe las limitaciones en HE AAC. Además también define como se forman los paquetes de audio de la corriente elemental (PES).
- Parte 9 “Scalable Full Channel Mobile Mode” incluye detalles específicos del "Scalable Full Channel Mobile Mode physical layer transmission system and management layer".

## Características del sistema

### Sistema de transmisión

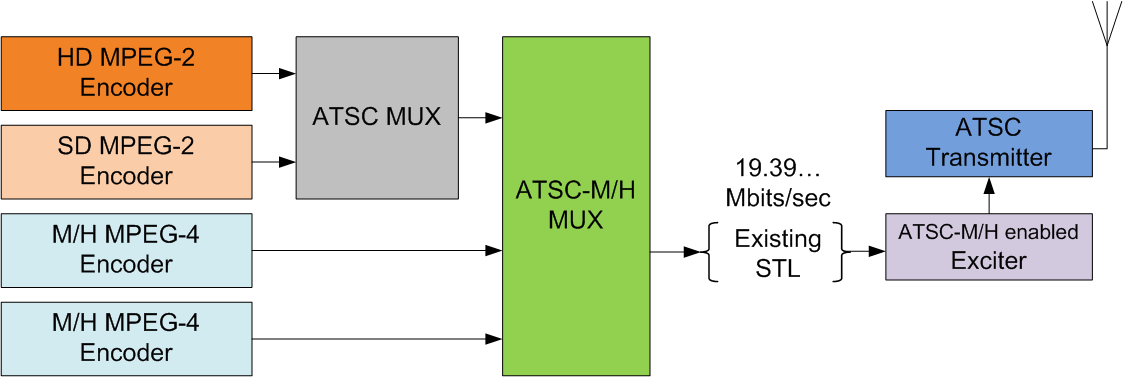
Diagrama de bloques

El sistema M/H es un sistema que comparte el mismo canal de radiofrecuencia que el estándar ATSC, es decir, por un lado, el servicio ATSC multiplexa para los servicios de televisión digital tales como HD y SD, por el otro lado multiplexa la banda móvil usando un ancho de banda de ~19.39 Mbps. La función del sistema de transmisión es combinar estos dos tipos de flujos en un solo paquete MPEG para procesar y modular.
El sistema ATSC-M/H está separado en unidades funcionales lógicas correspondientes con la pila de protocolo ilustrada en la imagen.

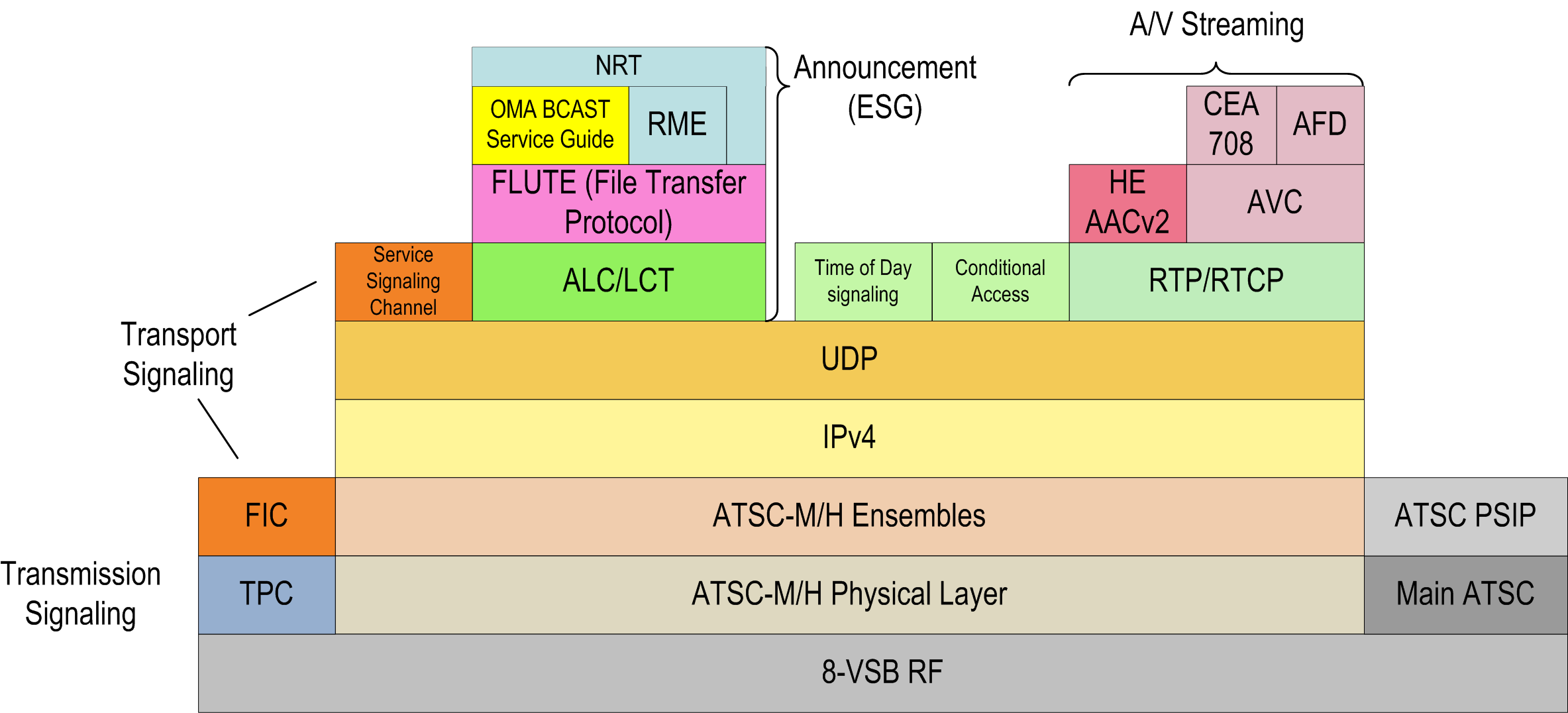
Modelo de capas de ATSC-MH

El estándar define un flujo fijo de transporte, basado en tramas de M/H, que establecen la localización del contenido en las tramas de VSB y permite un procesado más fácil para el receptor móvil. Esto es una diferencia con el sistema ATSC dado que en el A/53 no existe una estructura fija relativa a las tramas VSB.
Una trama transmitida mediante el estándar M/H es equivalente a 20 tramas de VSB, tiene un desfase de 37 paquetes de flujo de transporte y una duración de 968 ms. Cada trama de M/H está dividida en 5 subtramas y cada una de ellas en 16 ranuras. Cada ranura es la cantidad de tiempo necesaria para transmitir 156 paquetes de flujo de transporte. Una ranura puede contener todo el contenido de los datos (A/53) o puede estar dividido en 118 paquetes de datos en M/H y 38 paquetes de datos principales. Los 118 paquetes transmitidos se llaman un grupo M/H. Cada paquete de los 118 están encapsulados en un paquete especial conocido como MHE.
Cada formación de M/H es una colección de grupos que pueden llevar uno o dos conjuntos. Cada uno contiene uno o más servicios. Cada conjunto usa una estructura de corrección de errores distinta (FEC). Cada conjunto puede ser codificado a distintos niveles de corrección según la finalidad del mismo.
El estándar ATSC-M/H, como el DVB-H, consta de una técnica llamada Time-slicing que se basa en la multiplexación temporal de la transmisión de diferentes servicios, es decir cuando el receptor no está recibiendo la ráfaga de datos, el sintonizador está inactivo y por lo tanto está utilizando menos capacidad de batería y gracias a este sistema no pierde tanta carga.

### Protección de errores
El estándar combina varios mecanismos de protección contra errores para dar mejores resultados, tales como:
- Un código Reed-Solomon (RS) que corrige los Bytes equivocados después de decodificar el código convolucional en el receptor.
- Un CRC checksum que mejora la detección de errores dado que los Bytes pueden ser marcados como erróneos antes de la decodificación.

El RS puede representar los siguientes pares de símbolos: 24, 36 48. Los símbolos y el checksum conforman los elementos exteriores de la matriz de datos del conjunto M/H. En la matriz el número de líneas es fijo pero las columnas varían según cuantas columnas por subtrama haya ocupadas.
Para compatibilizar con los receptores A/53 se utiliza un codificador modificado de Trellis.

### Señalizado
El señalizado de este estándar está definido en tres capas distintas.
- La capa de transmisión es la de nivel más bajo. Esta capa provee al receptor la información necesaria para decodificar la señal.
- La capa de transporte usa dos tipos de canales: el canal de información rápido y el canal de señalizado del servicio. El primero reparte la información esencial para permitir la rápida adquisición del servicio por el receptor. El segundo provee de la información básica, la estructura lógica de los servicios transmitidos y los parámetros de decodificación del audio y del vídeo.
- La capa de anuncio/Electronic Service Guide es la capa más alta. Usa OMA BCAST Electronic Service Guide (ESG). El ESG consiste en varias secciones de código XML.

## Comparación DVB-H vs ATSC-M/H
En esta tabla podemos ver una comparación de los rasgos generales de cada estándar.
|          | Modulación | BW   | time-slicing | Reed Solomon |
| -------- | ---------- | ---- | ------------ | ------------ |
| ATSC-M/H | 8VSB       | 6MHz | Sí           | Sí           |
| DVB-H    | COFDM      | 5MHz | Sí           | Sí           |